# Mistrzostwa Afryki w Piłce Ręcznej Mężczyzn 2006
Mistrzostwa Afryki w piłce ręcznej mężczyzn 2006 – siedemnaste mistrzostwa Afryki w piłce ręcznej mężczyzn, oficjalny międzynarodowy turniej piłki ręcznej o randze mistrzostw kontynentu organizowany przez CAHB mający na celu wyłonienie najlepszej męskiej reprezentacji narodowej w Afryce. Odbył się w dniach 10–20 stycznia 2006 roku w Tunezji. Tytułu zdobytego w 2004 roku broniła reprezentacja Egiptu.
Spotkania zostały rozegrane w trzech halach w trzech tunezyjskich miastach. Losowanie grup odbyło się 18 grudnia 2005 roku. Z powodu wycofania się zespołu z Senegalu, organizatorzy byli zmuszeni do zmiany systemu rozgrywek.
Siódmy tytuł w historii zdobyli Tunezyjczycy, wraz z pozostałymi półfinalistami kwalifikując się na MŚ 2007.

## Pierwsza faza grupowa

### Grupa A
| 10 stycznia 200618:30 | Egipt | 36:18(18:9) | Gabon | Palais des sports d'El Menzah, Tunis |
| 10 stycznia 200618:30 |       | 36:18(18:9) |       | Palais des sports d'El Menzah, Tunis |

### Grupa B
| 10 stycznia 200618:30 | Tunezja | 40:20(19:7) | Wybrzeże Kości Słoniowej | Palais des sports du 14-Janvier, Radis |
| 10 stycznia 200618:30 |         | 40:20(19:7) |                          | Palais des sports du 14-Janvier, Radis |

| 11 stycznia 200618:30 | Wybrzeże Kości Słoniowej | 10:0 | Kamerun | Palais des sports du 14-Janvier, Radis |
| 11 stycznia 200618:30 |                          | 10:0 |         | Palais des sports du 14-Janvier, Radis |

| 12 stycznia 200618:30 | Tunezja | 42:23(25:11) | Kamerun | Palais des sports du 14-Janvier, Radis |
| 12 stycznia 200618:30 |         | 42:23(25:11) |         | Palais des sports du 14-Janvier, Radis |

### Grupa C
| 10 stycznia 200618:30 | Angola | 27:23(12:9) | Kongo | Salle de l’Ariana, Arjana |
| 10 stycznia 200618:30 |        | 27:23(12:9) |       | Salle de l’Ariana, Arjana |

| 11 stycznia 200618:30 | Kongo | 26:21(12:7) | Demokratyczna Republika Konga | Salle de l’Ariana, Arjana |
| 11 stycznia 200618:30 |       | 26:21(12:7) |                               | Salle de l’Ariana, Arjana |

| 12 stycznia 200618:30 | Angola | 37:31(15:10) | Demokratyczna Republika Konga | Salle de l’Ariana, Arjana |
| 12 stycznia 200618:30 |        | 37:31(15:10) |                               | Salle de l’Ariana, Arjana |

### Grupa D
| 10 stycznia 200616:30 | Algieria | 10:0 | Nigeria | Palais des sports d'El Menzah, Tunis |
| 10 stycznia 200616:30 |          | 10:0 |         | Palais des sports d'El Menzah, Tunis |

| 11 stycznia 200618:30 | Maroko | 41:30(18:15) | Nigeria | Palais des sports d'El Menzah, Tunis |
| 11 stycznia 200618:30 |        | 41:30(18:15) |         | Palais des sports d'El Menzah, Tunis |

| 12 stycznia 200618:30 | Maroko | 31:30(17:13) | Algieria | Palais des sports d'El Menzah, Tunis |
| 12 stycznia 200618:30 |        | 31:30(17:13) |          | Palais des sports d'El Menzah, Tunis |

## Druga faza grupowa

### Grupa E
| 14 stycznia 200616:30 | Angola | 34:26(16:10) | Wybrzeże Kości Słoniowej | Palais des sports d'El Menzah, Tunis |
| 14 stycznia 200616:30 |        | 34:26(16:10) |                          | Palais des sports d'El Menzah, Tunis |

| 14 stycznia 200618:30 | Egipt | 26:21(12:7) | Algieria | Palais des sports d'El Menzah, Tunis |
| 14 stycznia 200618:30 |       | 26:21(12:7) |          | Palais des sports d'El Menzah, Tunis |

| 15 stycznia 200616:30 | Angola | 28:27(13:13) | Algieria | Palais des sports d'El Menzah, Tunis |
| 15 stycznia 200616:30 |        | 28:27(13:13) |          | Palais des sports d'El Menzah, Tunis |

| 15 stycznia 200618:30 | Egipt | 40:19(23:7) | Wybrzeże Kości Słoniowej | Palais des sports d'El Menzah, Tunis |
| 15 stycznia 200618:30 |       | 40:19(23:7) |                          | Palais des sports d'El Menzah, Tunis |

| 16 stycznia 200616:30 | Algieria | 35:24(20:14) | Wybrzeże Kości Słoniowej | Palais des sports d'El Menzah, Tunis |
| 16 stycznia 200616:30 |          | 35:24(20:14) |                          | Palais des sports d'El Menzah, Tunis |

| 16 stycznia 200618:30 | Egipt | 29:22(15:12) | Angola | Palais des sports d'El Menzah, Tunis |
| 16 stycznia 200618:30 |       | 29:22(15:12) |        | Palais des sports d'El Menzah, Tunis |

### Grupa F
| 14 stycznia 200618:30 | Tunezja | 45:22(27:10) | Kongo | Palais des sports du 14-Janvier, Radis |
| 14 stycznia 200618:30 |         | 45:22(27:10) |       | Palais des sports du 14-Janvier, Radis |

| 14 stycznia 200618:30 | Maroko | 37:19(17:5) | Gabon | Salle de l’Ariana, Arjana |
| 14 stycznia 200618:30 |        | 37:19(17:5) |       | Salle de l’Ariana, Arjana |

| 15 stycznia 200616:30 | Maroko | 32:28(17:11) | Kongo | Palais des sports du 14-Janvier, Radis |
| 15 stycznia 200616:30 |        | 32:28(17:11) |       | Palais des sports du 14-Janvier, Radis |

| 15 stycznia 200618:30 | Tunezja | 48:16(26:8) | Gabon | Palais des sports du 14-Janvier, Radis |
| 15 stycznia 200618:30 |         | 48:16(26:8) |       | Palais des sports du 14-Janvier, Radis |

| 16 stycznia 200614:30 | Kongo | 30:22(16:9) | Gabon | Palais des sports du 14-Janvier, Radis |
| 16 stycznia 200614:30 |       | 30:22(16:9) |       | Palais des sports du 14-Janvier, Radis |

| 16 stycznia 200618:30 | Tunezja | 44:26(23:12) | Maroko | Palais des sports du 14-Janvier, Radis |
| 16 stycznia 200618:30 |         | 44:26(23:12) |        | Palais des sports du 14-Janvier, Radis |

### Miejsca 9–11
| 14 stycznia 200620:30 | Kongo | 25:22(11:11) | Kamerun | Salle de l’Ariana, Arjana |
| 14 stycznia 200620:30 |       | 25:22(11:11) |         | Salle de l’Ariana, Arjana |

| 15 stycznia 200614:30 | Nigeria | 30:24(14:13) | Demokratyczna Republika Konga | Palais des sports d'El Menzah, Tunis |
| 15 stycznia 200614:30 |         | 30:24(14:13) |                               | Palais des sports d'El Menzah, Tunis |

| 17 stycznia 200614:30 | Kamerun | 33:24(20:8) | Nigeria | Palais des sports d'El Menzah, Tunis |
| 17 stycznia 200614:30 |         | 33:24(20:8) |         | Palais des sports d'El Menzah, Tunis |

## Faza pucharowa

### Mecze o miejsca 7–8
| 18 stycznia 200610:00 | Wybrzeże Kości Słoniowej | 29:25(13:13) | Gabon | Salle de l’Ariana, Arjana |
| 18 stycznia 200610:00 |                          | 29:25(13:13) |       | Salle de l’Ariana, Arjana |

### Mecze o miejsca 5–6
| 18 stycznia 200612:00 | Algieria | 36:31(20:16) | Kongo | Salle de l’Ariana, Arjana |
| 18 stycznia 200612:00 |          | 36:31(20:16) |       | Salle de l’Ariana, Arjana |

### Mecze o miejsca 1–4
|  |                        |           |           |                        |    |         |         |       |
|  | Półfinały              | Półfinały | Półfinały |                        |    | Finał   | Finał   | Finał |
|  | Półfinały              | Półfinały | Półfinały |                        |    | Finał   | Finał   | Finał |
|  | 18 stycznia 2006 18:30 |           |           |                        |    |         |         |       |
|  |                        |           |           |                        |    |         |         |       |
|  | Tunezja                | Tunezja   | 36        |                        |    |         |         |       |
|  | Tunezja                | Tunezja   | 36        | 20 stycznia 2006 20:30 |    |         |         |       |
|  | Angola                 | Angola    | 21        |                        |    |         |         |       |
|  | Angola                 | Angola    | 21        |                        |    | Tunezja | Tunezja | 26    |
|  | 18 stycznia 2006 18:30 |           |           |                        |    | Tunezja | Tunezja | 26    |
|  |                        |           | Egipt     | Egipt                  | 21 |         |         |       |
|  | Egipt                  | Egipt     | Egipt     | Egipt                  | 21 | 32      |         |       |
|  | Egipt                  | Egipt     |           |                        |    |         |         |       |
|  | Maroko                 | Maroko    | 23        |                        |    |         |         |       |
|  | Maroko                 | Maroko    | 23        | Mecz o 3. miejsce      |    |         |         |       |
|  |                        |           |           |                        |    |         |         |       |
|  | 19 stycznia 2006 18:30 |           |           |                        |    |         |         |       |
|  |                        |           |           |                        |    |         |         |       |
|  | Maroko                 | Maroko    | 26        |                        |    |         |         |       |
|  | Maroko                 | Maroko    | 26        |                        |    |         |         |       |
|  | Angola                 | Angola    | 25        |                        |    |         |         |       |
|  | Angola                 | Angola    | 25        |                        |    |         |         |       |

| 18 stycznia 200618:30 | Tunezja | 36:21(19:8) | Angola | Palais des sports du 14-Janvier, Radis |
| 18 stycznia 200618:30 |         | 36:21(19:8) |        | Palais des sports du 14-Janvier, Radis |

| 18 stycznia 200618:30 | Egipt | 32:23(16:12) | Maroko | Palais des sports d'El Menzah, Tunis |
| 18 stycznia 200618:30 |       | 32:23(16:12) |        | Palais des sports d'El Menzah, Tunis |

| 20 stycznia 200620:30 | Tunezja | 26:21(13:10) | Egipt | Palais des sports du 14-Janvier, Radis |
| 20 stycznia 200620:30 |         | 26:21(13:10) |       | Palais des sports du 14-Janvier, Radis |

| 19 stycznia 200618:30 | Maroko | 26:25(12:15) | Angola | Palais des sports d'El Menzah, Tunis |
| 19 stycznia 200618:30 |        | 26:25(12:15) |        | Palais des sports d'El Menzah, Tunis |

## Klasyfikacja końcowa
| Miejsce | Reprezentacja                 | Uwagi          |
| ------- | ----------------------------- | -------------- |
| złoto   | Tunezja                       | awans: MŚ 2007 |
| srebro  | Egipt                         | awans: MŚ 2007 |
| brąz    | Maroko                        | awans: MŚ 2007 |
| 4       | Angola                        | awans: MŚ 2007 |
| 5       | Algieria                      | -              |
| 6       | Kongo                         | -              |
| 7       | Wybrzeże Kości Słoniowej      | -              |
| 8       | Gabon                         | -              |
| 9       | Kamerun                       | -              |
| 10      | Nigeria                       | -              |
| 11      | Demokratyczna Republika Konga | -              |

## Nagrody indywidualne
Nagrody indywidualne zdobyli:
| Najlepszy bramkarz  | Najlepszy lewoskrzydłowy | Najlepszy prawoskrzydłowy | Najlepszy lewy rozgrywający | Najlepszy środkowy rozgrywający | Najlepszy prawy rozgrywający | Najlepszy obrotowy | MVP             |
| ------------------- | ------------------------ | ------------------------- | --------------------------- | ------------------------------- | ---------------------------- | ------------------ | --------------- |
| Mohamed Nakib Bakir | Anouar Ayed              | Mohamed Rebahi            | Wissem Hmam                 | Heykel Megannem                 | Wissem Bousnina              | Hany El Fakharany  | Heykel Megannem |